# Janez Globočnik
Janez Globočnik, slovenski rimskokatoliški duhovnik, šolnik, nabožni pisatelj in prevajalec, * 10. april 1824, Cerklje na Gorenjskem, † 14. december 1877, Gorica.

## Življenje in delo
Rodil se je kmetoma Mini Lončar in Primožu Globočniku. Študiral je bogoslovje, sveto mašniško posvečenje pa je prejel 1847. Najprej je služboval v Hrenovicah. Sredi leta 1848 je prišel v Kranj, kjer je dobil službo ravnatelja glavne šole in kateheta, ki jo je opravljal do 1861. Globočnik je tudi med najzaslužnejšimi, da je Kranj 1861 dobil nižjo gimnazijo. Za to zaslugo ga je mesto Kranj izvolilo za častnega meščana. Na novoustanovljeni gimnaziji je poučeval verouk in druge predmete. Eno leto je bil suplent, potem leto in pol gimnazijski profesor. Bil je tudi aktiven član kranjske čitalnice in njen odbornik. Februarja 1864 je za nekaj mesecev postal duhovnik na Brdu pri Kranju ter se poleti preselil v Gorico kjer je postal škofijski kaplan in tajnik pri krstnem botru nadškofu Andreju Gollmayerju. To službo je opravljal do smrti. Leta 1870 ga je papež Pij IX. imenoval za tajnega komornika, 1875 pa je bil odlikovan s Franc Jožefovim redom.
Literarno se je udejstvoval pri Zgodnji Danici. Leta 1863 je za prvo publikacijo kranjske gimnazije napisal prispevek o nastanku in razvoju gimnazije. Napisal je tudi knjigi Nova cvetlica v duhovnem vrtu ali življenje sv. mučencev oglejskih, Kocijana, Kancija, Kocijanile in Prota (Gorica, 1871), ki vsebuje razne molitve in jo posvetil nadškofu Gollmayrju, drugo Le sette basiliche di Roma (Benetke, 1877) pa je izdal v italijanskem jeziku. V Zgodnji Danici je 1869 in 1870 objavil Pisma s koncila, ki so opisujejo Ekumenski koncil. Prevedel je tudi dva dramska besedila, ki sta izšla pod naslovi Svojeglavnež in Zakonske nadloge.